# Pomacentrus lepidogenys
Pomacentrus lepidogenys là một loài cá biển thuộc chi Pomacentrus trong họ Cá thia. Loài này được mô tả lần đầu tiên vào năm 1928.

## Từ nguyên
Từ định danh lepidogenys được ghép bởi hai âm tiết trong tiếng Hy Lạp cổ đại: lepido ("có vảy") và genys ("ở má"), hàm ý đề cập đến vùng trước và dưới hốc mắt của loài cá này có nhiều vảy.

## Phạm vi phân bố và môi trường sống
Từ tỉnh Phuket (Thái Lan), phạm vi của P. lepidogenys trải dài đến vùng biển các nước Đông Nam Á và mở rộng đến các đảo quốc thuộc Melanesia ở phía đông, giới hạn phía bắc đến quần đảo Ryukyu (Nhật Bản), xa về phía nam đến các rạn san hô ngoài khơi Tây Úc và rạn san hô Great Barrier. Quần thể P. lepidogenys trước kia tại Tonga và Fiji đã được công nhận là một loài hợp lệ là Pomacentrus callainus.
Tại Việt Nam, loài này có mặt tại Khánh Hòa–Ninh Thuận, Phú Yên, Bình Thuận cù lao Chàm, Côn Đảo và quần đảo Trường Sa.
P. lepidogenys sinh sống tập trung gần những rạn san hô viền bờ hoặc trong các đầm phá ở độ sâu đến 12 m.

## Mô tả
Chiều dài lớn nhất được ghi nhận ở P. lepidogenys là 9 cm. Cơ thể của P. lepidogenys có màu xám nhạt hoặc xanh lục nhạt, sẫm màu hơn ở lưng. Màu vàng tươi phía sau gốc vây lưng và cuống đuôi, nhạt hơn ở vây hậu môn (P. callainus không có màu vàng này).
Số gai ở vây lưng: 13; Số tia vây ở vây lưng: 14–15; Số gai ở vây hậu môn: 2; Số tia vây ở vây hậu môn: 14–15; Số tia vây ở vây ngực: 18; Số gai ở vây bụng: 1; Số tia vây ở vây bụng: 5; Số lược mang: 20–22; Số vảy đường bên: 17–18.

## Sinh thái học
Thức ăn của P. lepidogenys bao gồm tảo và các loài động vật phù du. Cá đực có tập tính bảo vệ và chăm sóc trứng.